# Dhamdaha
Dhamdaha (en hindi: धमदहा ) es una ciudad de la India, en el distrito de Purnia, estado de Bihar.

## Geografía
Se encuentra a una altitud de 46 m s. n. m. a 299 km de la capital estatal, Patna, en la zona horaria UTC +5:30.

## Demografía
Según estimación 2011 contaba con una población de 37 503 habitantes.